# Подошьян, Ирина Аветисовна
Ирина Аветисовна Подошьян (2 октября 1932, Москва — 22 мая 2020, там же) — советская эстрадная певица (меццо-сопрано), переводчик (французский язык).

## Биография
Родилась 2 октября 1932 года в Москве. В 1951 году окончила московскую школу № 328. Училась в Институте внешней торговли по специальности «экономист внешней торговли», переводчик (романская группа). В студенческие годы пела в самодеятельности. После окончания ВУЗа работала переводчиком, но вскоре поняла, что её истинное призвание — петь. Молодая певица стала серьёзно заниматься и поступила в студию при Московском театре Эстрады. Когда в Берлине проходил международный конкурс эстрадной песни, друзья уговорили Ирину принять в нём участие. Исполняя песню А.Флярковского «Стань таким», она стала лауреатом конкурса.
С 1960 по 1987 гг. была солисткой Москонцерта.
Выступала во многих городах Советского Союза и за рубежом — в ГДР, Польше, Венгрии, Болгарии, Швеции, Эфиопии. Работала с такими известными коллективами, как оркестры Константина Орбеляна и Юрия Саульского. Много гастролировала с концертмейстером Иветтой Болотиной и аккомпаниатором Левоном Оганезовым. В её репертуар входили песни на французском, немецком, армянском, болгарском, испанском языках. Неоднократно участвовала в передаче «Голубой огонёк». Её любили приглашать на радиостанцию «Юность».

Как писали некоторые издания: «Ирина Подошьян совершенно самобытная певица, с красивым тембром голоса и, главное, что песни она не просто исполняет, а „проживает“ как драматический артист».

После выхода на пенсию преподавала французский язык (давала частные уроки), занималась переводами с французского.

## Из репертуара
Бояться несчастья и счастья не будет (Ю.Тугаринов — А.Глезер)

Война и любовь (Ш.Азнавур)

Камчатка (А.Якушева)

Колыбельная «Спи, мой мальчик» (И.Дунаевский — В.Лебедев-Кумач)

Мир без тебя (Р.Гаджиев — О.Гаджикасимов)

Первый листопад (Н.Починщиков — Г.Регистан)

Прощай или вернись (Р.Гаджиев — О.Гаджикасимов)

Топ-топ (С.Пожлаков — А.Ольгин)

Ты, море и я (А.Бабаджанян — Р.Рождественский)

и многие другие

## Семья
- Муж — Орест Орестович Соседов (1931 — 2009), в конце 50-х годов работал в системе горнодобывающей промышленности. 
  - Сын — Андрей Орестович Подошьян (1958) — российский актёр, режиссёр, художник, арт-фотограф.
- Муж — Виктор Маркович Шкловский (1928 — 2020) — учёный-психолог и психотерапевт, специалист в области патологии речи и нейрореабилитации, доктор психологических наук.

## Дискография
Пластинки фирмы «Мелодия»:
- 1969 — «Ирина Подошьян» (ЕР, Д 00026809-10)[1]
- 1970 — «Ирина Подошьян» (ЕР, Д 00028493-4)[2]
- 1973 — «Ирина Подошьян» (ЕР, Д 00034017-8)[3]
- 1976 — «Поёт Ирина Подошьян» (ЕР, С62—08209-10)[4]

Цифровое издание фирмы «Мелодия»:
- 2017 — «Поёт Ирина Подошьян» (MEL CO 0991), запись: 1976[5]